# Fear Fun
Fear Fun — дебютный студийный альбом американского фолк-музыканта Джоша Тиллмана, выпущенный под сценическим псевдонимом Father John Misty. Он был издан 30 апреля 2012 года в Великобритании и Европе лейблом Bella Union, а в остальном мире — 1 мая 2012 года лейблом Sub Pop. Спродюсированный Тиллманом и Джонатаном Уилсоном, это первый студийный альбом Тиллмана после его ухода из Fleet Foxes.
Альбом дебютировал под № 43 в Top Rock Albums и под № 123 в Billboard 200 с продажами 4 000 копий за первую неделю. По состоянию на февраль 2015 года в США было продано 83 000 копий.

## История
В 2009 году Джош Тиллман решил, что больше не желает записываться под псевдонимом J. Tillman. В 2012 году он заявил: «Я помню, как закончил „Year in the Kingdom“, а затем начал работать над тем, что станет „Singing Ax“, и я чётко знал, что „Singing Ax“ будет последней записью „J. Tillman“, потому что я просто не хотел больше этим заниматься».
Подчёркивая эту перемену в характере и выбор нового псевдонима, Тиллман признаётся в интервью газете Dallas Observer следующее: «Раньше я выступал с концертами J. Tillman, играл свою музыку про грустного волшебника, „Подземелья и драконы“ и наблюдал, как у людей стекленеют глаза […] Потом, в перерывах между песнями, я начинал быть самим собой и рассказывать анекдоты. … Внезапно люди стали восторженно внимать мне, и я понял, что эта часть шоу у меня получается гораздо лучше, чем музыкальная».
Не руководствуясь уже существующими представлениями, Тиллман использовал некий произвол, найдя свой новый моникер «Father John Misty». Для TheVine он объяснил это следующим образом: «Мне нужно было дать ему название, и я хотел запутать людей этим нелепым, как красная селедка, [и] признаться, откровенно нелепым названием, которое к тому же фонетически красиво и хорошо выглядит в печати. Это имя я решил дать этому странному, подсознательному, фрагментированному сну, в котором я вижу этого гомосексуального шаманского бродягу, который скачет вокруг [и] вызывает странное дерьмо в моих снах. Например, целуется с моим братом. Так что, думаю, совокупность всех этих вещей просто показалась мне правильной. Но на самом деле, вся эта вещь просто о том, что неважно, как ты себя называешь, если товар в явной честности».

## Отзывы
| Совокупная оценка          | Совокупная оценка |
| Источник                   | Оценка            |
| -------------------------- | ----------------- |
| AnyDecentMusic?            | 7.6/10            |
| Metacritic                 | 83/100            |
| Оценки критиков            |                   |
| Источник                   | Оценка            |
| AllMusic                   | [ 9 ]             |
| The A.V. Club              | B                 |
| The Guardian               | [ 11 ]            |
| The Independent            | [ 12 ]            |
| MSN Music (Expert Witness) | B+                |
| NME                        | 8/10              |
| Pitchfork                  | 7.3/10            |
| Q                          | [ 16 ]            |
| Spin                       | 7/10              |
| Uncut                      | 8/10              |

Альбом получил положительные отзывы музыкальных критиков и интернет-изданий. Согласно агрегатору рецензий Metacritic, Fear Fun получил «всеобщее признание» на основе средневзвешенного балла 83 из 100 от 29 критиков.
Джеймс Кристофер Монгер из AllMusic отметил, что «Под именем J. Tillman инди-фолк певец Джошуа Тиллман рисовал редкие, часто меланхоличные лихорадочные сны, в которых сопрягались ранимая замкнутость Ника Дрейка и романтизм звёздного кантри Грэма Парсонса, и это чувство он также привнёс в качестве барабанщика и бэк-вокалиста сиэтлской группы Fleet Foxes. Его последняя инкарнация, Father John Misty, добавляет Гарри Нилсона и Скипа Спенса в микс, умело привнося в лесистый Тихоокеанский Северо-Запад кору Foxes с патиной винтажной богемы, вдохновлённой Лорел-Каньоном. Fear Fun открывается песней „Funtimes in Babylon“, одной из трёх композиций, включая „Only Son of the Ladiesman“ и „Everyman Needs a Companion“, повторяющих гимноподобную широту звучания его бывшей группы. Все три трека — это его сильный, чистый голос, который звучит как нечто среднее между Марком Козелеком (Red House Painters, Sun Kil Moon) и Джонатаном Мейбургом (Shearwater/Okkervil River), но именно треки два и три обеспечивают альбому его самые трансцендентные моменты. „Nancy from Now On“, с её бродячим главным героем („Налей мне ещё выпить и ударь меня по лицу“), приятной походкой и законным припевом в стиле яхт-рок, является триумфом стиля и содержания, в то время как густая и задумчивая „Hollywood Forever Cemetery Sings“, которая беспрестанно задаётся вопросом „Jesus Christ girl/What people will think?“ среди стены влажных искажений и громоподобных барабанов, выигрывает от тёплого и просторного продюсирования певца/песенника/возрожденца сцены Лорел Каньон Джонатана Уилсона. Ловкое сочетание глупости и величия Fear Fun удачно балансирует между хипповыми замашками Edward Sharpe & the Magnetic Zeros и пустотой, расчётливым развратом Ланы Дель Рей, рисуя артиста как саморазрушительного/депрессивного калифорнийского овода, одной ногой стоящего в Солтонском море, а другой — в холле Chateau Marmont».

## Список композиций
Слова и музыка всех песен — Джош Тиллман.
| №                   | Название                               | Длительность |
| ------------------- | -------------------------------------- | ------------ |
| 1.                  | «Funtimes in Babylon»                  | 3:39         |
| 2.                  | «Nancy from Now On»                    | 3:54         |
| 3.                  | «Hollywood Forever Cemetery Sings»     | 3:10         |
| 4.                  | «I'm Writing a Novel»                  | 3:35         |
| 5.                  | «O I Long to Feel Your Arms Around Me» | 2:23         |
| 6.                  | «Misty's Nightmares 1 & 2»             | 3:13         |
| 7.                  | «Only Son of the Ladiesman»            | 4:09         |
| 8.                  | «This Is Sally Hatchet»                | 3:57         |
| 9.                  | «Well, You Can Do It Without Me»       | 2:43         |
| 10.                 | «Now I'm Learning to Love the War»     | 4:16         |
| 11.                 | «Tee Pees 1–12»                        | 3:16         |
| 12.                 | «Everyman Needs a Companion»           | 5:19         |
| Общая длительность: | Общая длительность:                    | 43:24        |

## Музыкальные видео
| Название                           | Режиссёр                   | Ссылка |
| ---------------------------------- | -------------------------- | ------ |
| «Hollywood Forever Cemetery Sings» | Noel Paul                  | link   |
| «Nancy from Now On»                | Amy Cargill & Josh Tillman | link   |
| «This Is Sally Hatchet»            |                            |        |
| «I’m Writing a Novel»              | Noel Paul                  | link   |
| «Funtimes in Babylon»              | Josh Tillman & Grant James | link   |